# استریکلند گیبسون
استریکلند گیبسون (انگلیسی: Strickland Gibson; ۲۷ ژانویهٔ ۱۸۷۷ – ۱۸ فوریهٔ ۱۹۵۸) کتابدار اهل انگلستان بود که از سال ۱۹۲۷ تا ۱۹۴۵ به عنوان آرشیویست دانشگاه آکسفورد خدمت کرد